# Journal of Microencapsulation
Das Journal of Microencapsulation, abgekürzt J. Microencapsul.,  ist eine wissenschaftliche Fachzeitschrift, die vom Taylor & Francis-Verlag veröffentlicht wird. Die erste Ausgabe erschien im Jahr 1984. Derzeit erscheint die Zeitschrift mit sechs Ausgaben im Jahr. Es werden Artikel veröffentlicht, die sich mit der Herstellung, den Eigenschaften und der Verwendung von Mikrokapseln beschäftigen.
Der Impact Factor lag im Jahr 2014 bei 1,585. Nach der Statistik des ISI Web of Knowledge wird das Journal mit diesem Impact Factor in der Kategorie angewandte Chemie an 31. Stelle von 70 Zeitschriften, in der Kategorie Pharmakologie und Pharmazie an 176. Stelle von 254 Zeitschriften und in der Kategorie chemische Ingenieurwissenschaft an 60. Stelle von 134 Zeitschriften geführt.